# Bartoszyce
Bartoszyce ( Barto-shitse [bartɔˈʂɨt͡sɛ]  ( hør); tysk: Bartenstein,  ( hør); litauisk: Barštynas) er en by ved floden Łyna i det nordlige Polen med 22.597 indbyggere pr. december 2021. Den er hovedstaden i Bartoszyce Powiat (en) (amt) i voivodskabet Województwo warmińsko-mazurskie.

## Geografi
Bartoszyce ligger på venstre bred af floden Łyna  i en dal, cirka 90 km  øst for Elbląg og 55 km syd for Kaliningrad, i en højde af 3  moh.